# Partito Algerino per la Democrazia e il Socialismo
Il Partito Algerino per la Democrazia e il Socialismo (in francese Parti Algérien pour la Démocratie et le Socialisme, PADS) è un partito politico comunista algerino. Quando nel 1993, durante la guerra civile in Algeria, Ettehadi si allineò come movimento democratico ostile all'islamismo , la fazione comunista ortodossa si separò sotto la guida di Abdelhamid Benzine e mantenne la sua linea comunista.
Il partito pubblica il giornale Le Lien des Ouvriers et Paysans.